# 光明的花園
《光明的花园》（法語：Les Jardins de lumière），或译作《光之花园》，是法裔黎巴嫩作家阿敏·马卢夫于1991年创作的历史虚构小说，讲述的是帕提亚宗教思想家摩尼的生平故事，展现了古代世界的残酷和凄美，以及那个时代人类的堕落与混乱。

## 概要
《光明的花园》描写了是摩尼一生的故事。摩尼来自美索不达米亚，是摩尼教的缔造者，也是神秘主义者、画家、医生、先知。公元3世纪，犹太教、基督教、佛教和琐罗亚斯德教的教徒们争夺话语权，他则提出了具有深刻人文主义色彩的新世界观，这一教义形成了后来的摩尼教。
摩尼出身寒微，在一个被称为厄勒克赛的净洗派教会中长大，他与一小群信徒一起宣扬诺斯底基督教、佛教和琐罗亚斯德教的混合教派。 后来，摩尼得到了波斯国王沙普尔一世的青睐，沙普尔一世帮助摩尼推广了他的学说和他创造的摩尼教并对他予以保护，摩尼教也在当时广受欢迎。沙普尔一世去世后，他的政治命运发生了改变，最终在遭到折磨之后被处死。

## 评价
大卫·盖伊（英語：David Guy）在《纽约时报》上称，《光明的花园》这本书给人以1950年代好莱坞史诗的感觉，马卢夫充实了摩尼记载甚微的生平历史记录。在阅读的过程中，读者会关注摩尼的一举一动，渴望对他的内心生活进行一次富有想象力的探索，以深入地了解他的自由主义信念是如何在如此多的极端宗教信仰派系且思想僵化的时代形成的。
美国书评杂志柯库斯评论（英語：Kirkus Reviews）认为《光明的花园》是“一部优秀而发人深思的历史小说”，作者“显然经过精心的研究”，通篇文章则“充满了（翻译地很好的）戏剧性的抒情文字”。